# Сельское поселение «Мирнинское» (Забайкальский край)
Се́льское поселе́ние «Мирнинское» — муниципальное образование в Оловяннинском районе Забайкальского края Российской Федерации.
Административный центр — железнодорожная станция Мирная.

## История
Статус и границы сельского поселения установлены Законом Читинской области от 19 мая 2004 года «Об установлении границ, наименований вновь образованных муниципальных образований и наделении их статусом сельского, городского поселения в Читинской области»

## Население
| 2010  | 2011  | 2012  | 2013  | 2014  | 2015  | 2016  |
| ----- | ----- | ----- | ----- | ----- | ----- | ----- |
| 1501  | ↘1470 | ↘1420 | ↘1354 | ↘1316 | ↘1279 | ↘1257 |
| 2017  | 2018  | 2019  | 2020  | 2021  |       |       |
| ↘1239 | ↘1213 | ↘1190 | ↘1164 | ↘898  |       |       |

## Состав сельского поселения
| № | Населённый пункт | Тип населённого пункта                          | Население |
| - | ---------------- | ----------------------------------------------- | --------- |
| 1 | Маяк             | посёлок                                         | ↘104      |
| 2 | Мирная           | железнодорожная станция, административный центр | ↘1032     |

### Упразднённые населённые пункты
Радость